# Francesc Tena i Guimerà
Francesc Tena i Guimerà (Cabanes, 29 de setembre de 1901 - Barcelona, 6 d'agost de 1954), també conegut com a Tena II, fou un futbolista valencià, format a Catalunya, dels anys 1920 i 1930.

## Trajectòria
Nascut a Cabanes (Plana Alta), es traslladà de ben jove a Sabadell per motius familiars. El 1920 ingressà al primer equip del CE Sabadell, on compartí vestidor amb els seus germans Joan Tena I i Josep Tena III. El març de 1928 fitxà pel RCD Espanyol juntament amb el seu germà Tena I. Jugava de davanter, i al club blanc i blau coincidí en aquesta demarcació amb Crisant Bosch, Martí Ventolrà o Juan Padrón. Guanyà el Campionat de Catalunya i la Copa d'Espanya de l'any 1929. Cal destacar, que en aquesta darrera competició fou l'autor del primer gol de la final de València enfront del Reial Madrid. L'any 1931 retornà breument al Sabadell.
Fou internacional amb Catalunya des de 1924 fins a 1931. Ja havia estat suplent de la selecció l'any 1923, així com seleccionat per alguns partits benèfics.
Va morir l'agost de 1954 a Barcelona quan només tenia 52 anys.

## Palmarès
RCD Espanyol
- Campionat de Catalunya: 1928-29
- Copa espanyola: 1928-29